# The Automated Society
O livro, The Automated Society, de Masse Bloomfield define a história da humanidade, começando há mais de dois milhões de anos e terminando mais de cem mil anos no futuro. O diagrama histórico do livro é baseado no equilíbrio biológico pontuado e uma evolução cultural paralela. As previsões do futuro seguem o que aconteceu no passado.

## Descrição
O diagrama da história mostra a humanidade tendo longos períodos de estabilidade interrompidos por curtos períodos de transição. A humanidade está atualmente passando por um desses curtos períodos de transição, de um período agrícola estável passando por uma sociedade industrial de transição levando a um período automatizado estável. A produtividade é a chave para a transição; quando for impossível aumentar a produtividade, a humanidade terá chegado à sociedade automatizada.
Antes que a humanidade entre na sociedade automatizada, sofreremos duas tendências de curto prazo. A primeira tendência é o número cada vez maior de seres humanos. A segunda é o número cada vez menor de empregos.
Uma vez resolvidos os problemas de falta de empregos, aumento da poluição e menos recursos naturais e a fábrica de alimentos posta em operação, deve haver uma reconciliação do homem com a automação . Na sociedade automatizada, os homens viverão na afluência e haverá um controle total da população. O único lugar onde o homem terá um futuro ilimitado será no espaço. O espaço pode proporcionar um aumento ilimitado da população e potencialmente a introdução de novas espécies biológicas humanas.